# 2000 QD226
2000 QD226, também escrito como 2000 QD226, é um objeto transnetuniano (TNO) que está localizado no cinturão de Kuiper, uma região do Sistema Solar. Este corpo celeste é classificado como um cubewano. Ele possui uma magnitude absoluta (H) de 7,3 e, tem um diâmetro estimado com cerca de 153 km.

## Descoberta
2000 QD226 foi descoberto no dia 29 de agosto de 2000 pelos astrônomos O. R. Hainaut e C. E. Delahodde.

## Órbita
A órbita de 2000 QD226 tem uma excentricidade de 0.000 e possui um semieixo maior de 41.171 UA. O seu periélio leva o mesmo a uma distância de 41.171 UA em relação ao Sol e seu afélio a 41.171.